# Het leven een gebruiksaanwijzing
Het leven een gebruiksaanwijzing' (Frans: La Vie mode d'emploi) is een bijna 600 pagina’s tellende roman van de Franse schrijver Georges Perec uit 1978. De Nederlandse vertaling is van Edu Borger en verscheen in 1995.

## Typering
Het leven een gebruiksaanwijzing kan gezien worden als een enorme stijloefening, meer experimenteel dan existentieel. Naast verhalen, overpeinzingen en vooral ook talloze lijsten en beschrijvingen van de meest triviale alledaagse dingen, genereert puzzelmaker en spelletjesbedenker Perec ook voortdurend wiskundige formules en schaakproblemen die op een ogenschijnlijk logische doch uiteindelijk willekeurige wijze de route van de vertelling bepalen (het boek van voor naar achteren te lezen, maar er kan ook prima kriskras door de hoofdstukken worden gesprongen). Voortdurend herkenbaar is Perecs Oulipiaanse stelregel dat de literatuur zich weer moet herenigen met wetenschappelijke disciplines als de wiskunde en de kansberekening, welke wel het centrale thema van het boek mag heten.

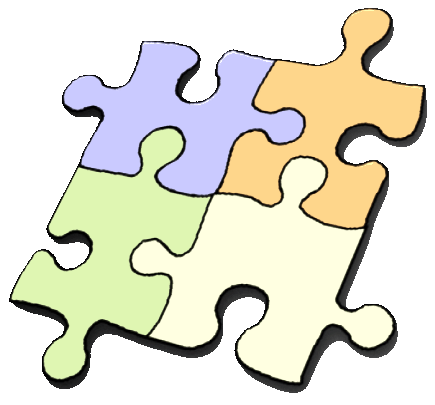
De puzzel, belangrijk item in de structuur van Perecs roman

Het leven een gebruiksaanwijzing wordt gezien als Perecs magnum opus. In 1978 ontving hij voor het boek de Prix Médicis en in 1996 de Mekka-prijs. In 1999 werd het op de 43e plaats gekozen in Le Mondes 100 Boeken van de Eeuw.

## De ontstaansgeschiedenis van het werk: de zoektocht naar volledigheid

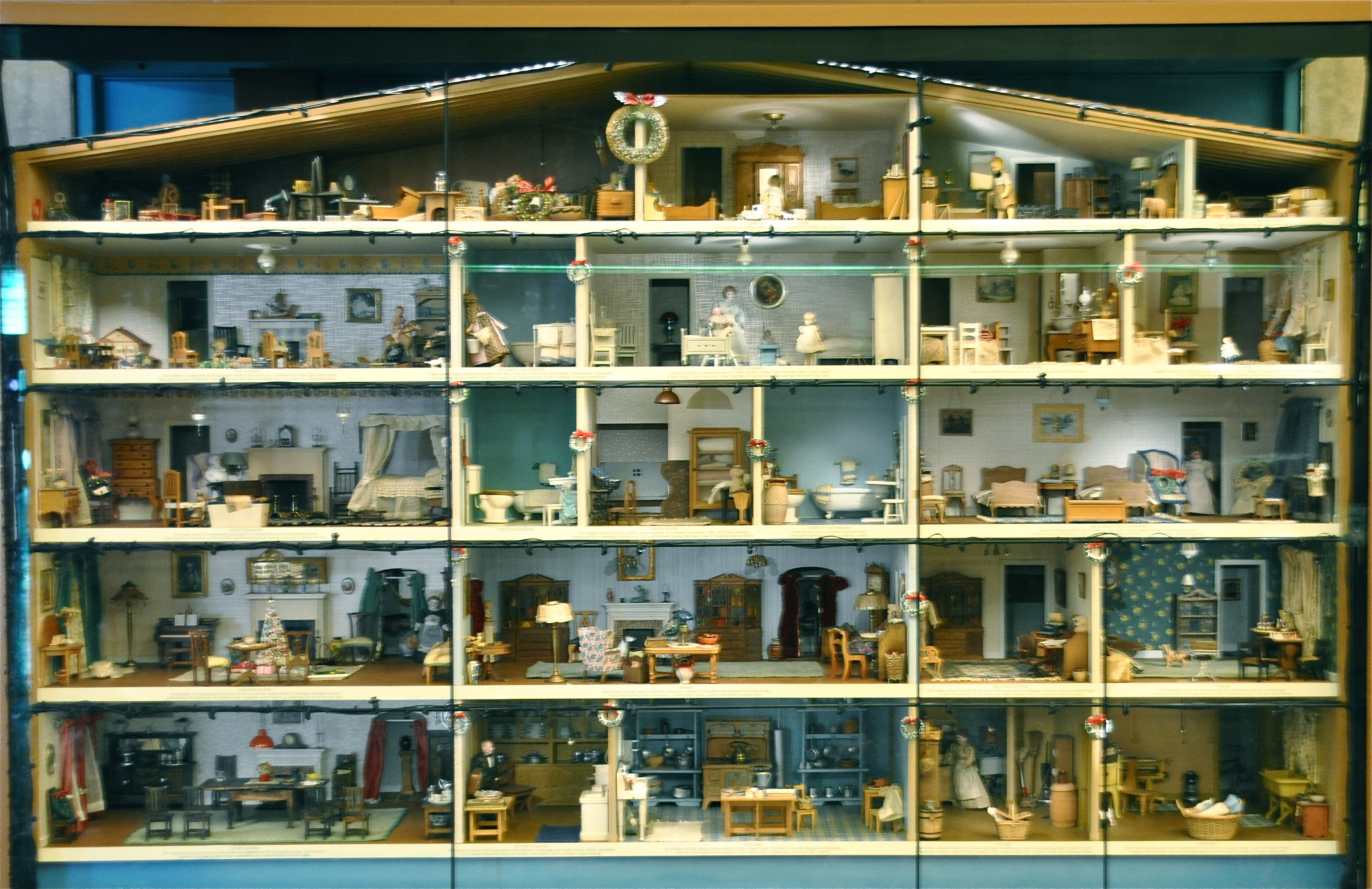
Een poppenhuis, zoals het huis dat Georges Perec op het idee zou hebben gebracht van een gedetailleerde beschrijving van de kamers van een open gebouw in het voorste gedeelte. Madame Moreau heeft er een in haar "bibliotheek rookruimte" (Hoofdstuk XXIII)

De auteur werd ongetwijfeld al heel vroeg door het project achtervolgd, want net als Bartlebooth, de hoofdpersoon, kwam dit "idee tot hem toen hij twintig jaar oud was," en men gelooft dat de eerste sporen van de roman teruggaan tot 1967, terwijl de beperkingen die het werk vormgeven al in 1969 worden bedacht. In 1972 werd een allereerste ontwerp gemaakt en in 1974 werd het project van de roman gepubliceerd in Ruimten rondom. In dit project beschrijft Georges Perec in detail een tekening die een van zijn inspiratiebronnen vormt: No vacancy van Saul Steinberg, die een gebouw voorstelt waarvan de gevel is verwijderd om het interieur van de kamers te laten zien. Het uiteindelijke schrijven van het werk nam twintig maanden van het leven van de auteur in beslag, van oktober 1976 tot april 1978. De definitieve tekst is als volgt gedateerd: "Parijs, 1969-1978".
De roman (of beter romans, zoals de ondertitel van het boek Het leven een gebruiksaanwijzing vermeldt), heeft als doel het uitputtend vastleggen en beschrijven van een fragment van de wereld. Niet de hele wereld, die formulering alleen al zou genoeg zijn om het project te ondermijnen. Geconfronteerd met de onlosmakelijke incoherentie van de wereld, zal het een kwestie zijn van het tot het einde toe volbrengen van een programma, ongetwijfeld beperkt, maar "volledig, intact en niet herleidbaar".
Dit doel is zowel vergelijkbaar met als parallel aan dat van zijn belangrijkste held. Als het idee van "hoofdpersoon", van "held", vreemd lijkt aan het werk, blijkt Percival Bartlebooth, door zijn eigenlijke project, de centrale figuur van Het leven een gebruiksaanwijzing te zijn, wiens hele leven in de roman wordt beschreven eindigend rond 20 uur 's avonds op 23 juni 1975, precies op het moment van Bartlebooth's dood.
Het werk van Georges Perec wordt volledig ondersteund door dit verlangen naar volledigheid, ook beschreven door een andere avatar van de schrijver, de schilder Valène, die ervan droomt "het hele huis op zijn doek in te passen".
Tot slot lijkt het project, net als Bartlebooth's ambitie, georganiseerd te zijn volgens "drie leidende principes" (hoofdstuk XXVI):
- "Het eerste was van morele aard: het zou niet om een grote prestatie of een record gaan, [...] het zou, heel simpel en bescheiden, een plan zijn dat weliswaar moeilijk was, maar niet onuitvoerbaar, dat van begin tot eind beheersbaar was en dat, omgekeerd, het leven van degene die zich eraan zou wijden, tot in de kleinste dingen zou bepalen.
- Het tweede was van logische aard: de onderneming, die ieder beroep op het toeval uitsloot, zou tijd en ruimte als abstracte coördinaten laten functioneren waarbinnen identieke gebeurtenissen die zich onvermijdelijk op hun plaats en tijdstip zouden voordoen zich onontkoombaar zouden herhalen.
- Het derde ten slotte was van esthetische aard: het plan, dat geen enkel nut had (de willekeurigheid ervan was de enige garantie voor de nauwgezetheid ervan) zou zichzelf in de loop van de uitvoering ervan vernietigen; de perfectie zou cirkelvormig zijn: een reeks gebeurtenissen die zichzelf, terwijl ze elkaar opvolgden, teniet zouden doen: Bartlebooth, die van niets was uitgegaan, zou weer bij niets uitkomen, na een aantal precieze transformaties van afgewerkte objecten.

## Samenvatting
De hele roman is de beschrijving van een schilderij dat de doorsnede van een gebouw en zijn bewoners op een bepaald moment zou voorstellen. Dit schilderij is een project van Serge Valène, schilder en bewoner van het gebouw. Elk van de 99 hoofdstukken beschrijft een van de kamers aan de voorzijde van het gebouw (decoratie, meubilair, voorwerpen, schilderwerken) en de personages die er op 23 juni 1975 kort voor 20 uur waren; in de meeste hoofdstukken zijn de verhalen van de bewoners, nu of in het verleden, en van de personages die met hen te maken hebben, ingevoegd. De lezer zal dan "een lange stoet van personages, mét hun geschiedenis, hun verleden en hun bijschrift:" ontdekken, een menselijke komedie waarin de verstrengelde lotsbestemmingen van de personages op elkaar reageren, zoals in de merkwaardige creatie van de schrijnwerker Grifalconi, " fantastische vertakkingen [...] een uiterst fijn netwerk van tot poeder vermalen gangen". De verhalen worden uitgelokt door picturale werken (populaire gravure, meesterschilderij, reclameaffiche) of teksten die in het gebouw aanwezig zijn (afbeeldingsonderschrift, titel of samenvatting van een boek, muziekpartituur) en bevatten uittreksels van vele soorten teksten (een klein bericht, een wetenschappelijke beschrijving, een kookrecept, een lijst, een catalogus).
Het gebouw in typisch Parijse Haussmann-stijl, is gelegen in het 17e arrondissement van Parijs, op nummer 11 van de (denkbeeldige) rue Simon-Crubellier, die de rechthoek tussen de (echte) straten Médéric, Jadin, de Chazelles en Léon-Jost schuin afsnijdt. De tien niveaus bestaan uit een kelderverdieping (kelders, stookruimte, liften), een gelijkvloers (twee ingangen, conciërgewoning, winkel, een woning), een trappenhuis, zes verdiepingen met appartementen en twee verdiepingen met dienstmeisjeskamers.
De rode draad door het perceel is het "unieke project " van Bartlebooth, een zeer rijke bewoner van het gebouw. Tien jaar lang, van 1925 tot 1935, volgde Bartlebooth dagelijks aquarelles bij Valène. Gedurende 20 jaar, van 1935 tot 1955, reisde hij de wereld rond en schilderde hij elke twee weken een aquarel van de zee, in totaal 500 schilderijen. Elke aquarel wordt naar Gaspard Winckler, de speelgoedmaker van het gebouw, gestuurd, die hem in een puzzel snijdt. De laatste 20 jaar, van 1955 tot 1975, legde Bartlebooth elke twee weken een puzzel in elkaar: de stukken werden weer in elkaar gezet door Morellet, een andere bewoner van het gebouw; de aquarel werd teruggestuurd naar de haven waar hij 20 jaar eerder was geschilderd en ondergedompeld in een oplossing die de inkt oploste. Het enige wat overblijft is een vel wit papier. Het project is niet voltooid en het plot leidt tot een tragedie en de dood van de hoofdrolspelers.
Uit deze poging tot inventarisatie en uitputting van een deel van de werkelijkheid komen de, uit de Perecquiaanse verbeelding afkomstige figuren naar voren: oplichters en vervalsers, avonturiers, Faustiaanse geleerden, onbekende of onbegrepen genieën, invaliden en wonderbaarlijke, geruïneerde miljardairs, uitvinders, kooplieden, nederige anonieme bedienden.
De letter W bepaalt de tragedie en de climax van het plot, blijkbaar verwijzend naar het eiland W in een andere roman van Perec W of de jeugdherinnering. De W verwijst ook naar de derde sleutelfiguur van het werk, Gaspard Winckler, die Bartlebooth bijstond in zijn zoektocht en de geprogrammeerde vernietiging van zijn werken, dit laatste is ook een illusie, zoals het laatste hoofdstuk van de roman laat zien: "Het is drieëntwintig juni negentienhonderdvijfenzeventig en het is op slag van achten ’s avonds. Bartlebooth is, zittend voor zijn puzzel, zojuist gestorven. Op het tafelkleed vormt, ergens in de avondhemel van de vierhonderdnegenendertigste puzzel, het zwarte gat van het enige nog niet geplaatste stukje de bijna volmaakte omtrekken van een X. Maar het stukje dat de gestorvene in zijn vingers houdt heeft de, ironisch genoeg allang voorspelbare vorm van een W."

## "Een gebruiksaanwijzing" bij de aanvang van het boek

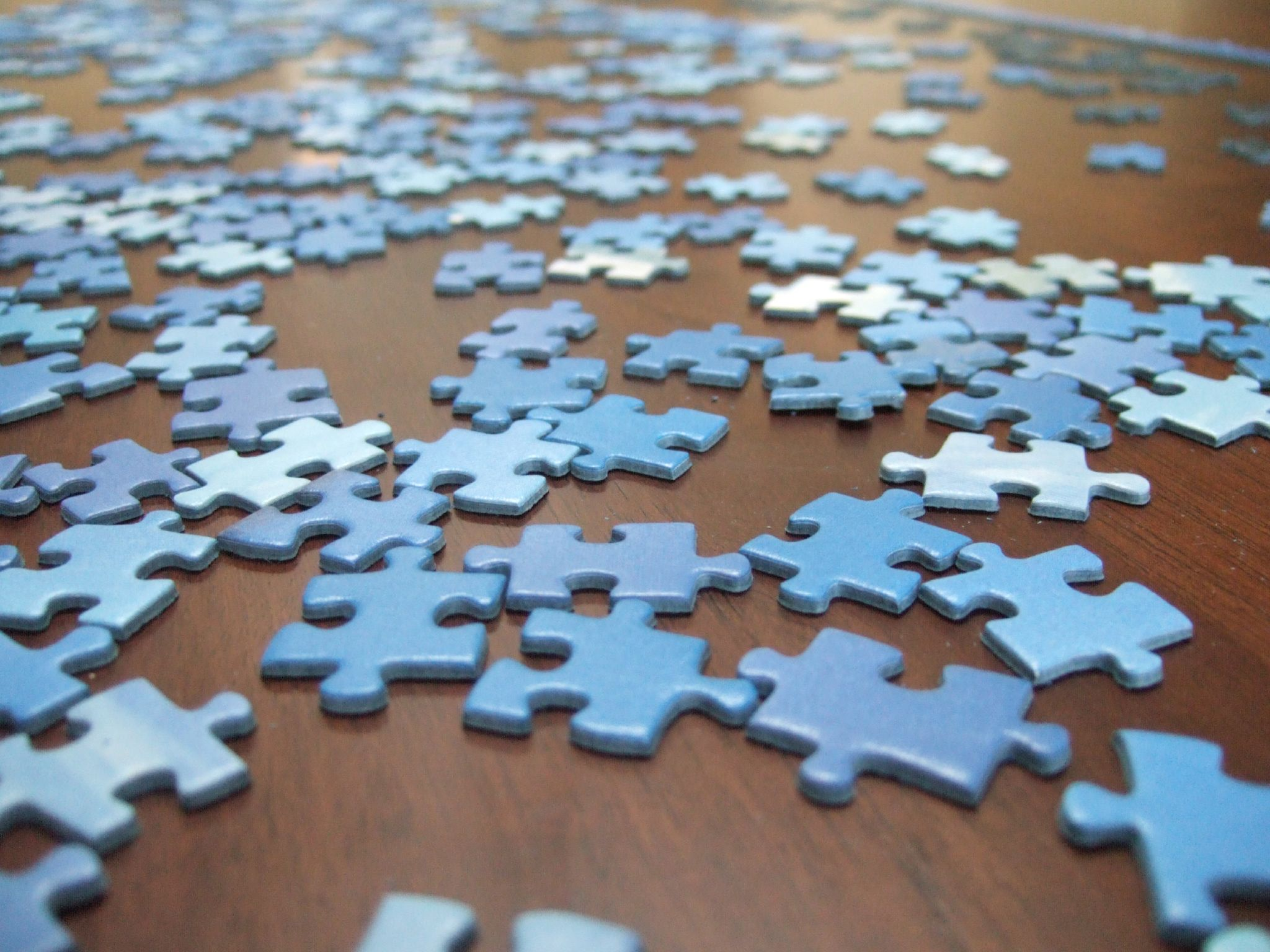
""[...]het is niet het onderwerp van het schilderij of de techniek van de schilder die de moeilijkheidsgraad van de puzzel bepaalt, maar de subtiliteit van de uitsnijding, en een op het toeval gebaseerde uitsnijding zal noodzakelijkerwijs een door het toeval bepaalde moeilijkheidsgraad opleveren, met aan de ene kant een uiterst grote eenvoud wat randen, details, lichtplekken, duidelijk afgebakende voorwerpen, lijnen en overgangen betreft, en aan de andere kant een saaie ingewikkeldheid wat het overige betreft; een wolkeloze hemel, zand, een weide, omgeploegde akkers, donkere regionen, enzovoort.

Sommige lezers kunnen worden ontmoedigd door de hoofdstukken opeenvolgend van begin tot eind te lezen, zoals dat hoort bij een gewone roman. Paul Emond stelt andere manieren voor om het boek aan te vangen:
Ook al is de wijze van opbouw van het boek rigoureus, het komt niet overeen met een narratieve logica, noch met een chronologische volgorde. Het is dus mogelijk om de door de auteur gekozen volgorde niet te volgen, het boek willekeurig te openen en met een van de hoofdstukken (behalve het laatste) te beginnen, op dezelfde manier waarop men een puzzel kan beginnen met een willekeurig stuk.
- Julien Roumette merkt echter op dat de hoofdstukken die het hoofdverhaal, dat van Bartlebooth, oproepen, vooral geconcentreerd zijn aan het begin en het einde, om de verhalende spanning te stimuleren wanneer dit het meest essentieel is om de aandacht van de lezer te trekken.[7] Het boek is daar ook een goed voorbeeld van.
- Het is mogelijk om het verhaal van de hoofdpersonen te volgen. Deze aanpak kan sterk worden vergemakkelijkt door te verwijzen naar de inhoudstafel met vermelding van de namen van de bewoners van elke kamer en het nummer van het bijbehorende hoofdstuk.[8]
- Men kan kiezen tussen de verschillende verhalen die de auteur vertelt door te verwijzen naar de index aan het einde van de bundel ("Overzicht van enige van de in dit boek vertelde verhalen"[9]).

Mariano D'Ambrosio moedigt de lezer aan om de romantische avonturen te volgen, rekening houdend met het constructiespel dat de auteur heeft gespeeld om het geheel te organiseren, een beetje zoals James Sherwood zijn verveling omzeilt door zich te laten meeslepen in een zoektocht naar bewijs van de authenticiteit van de "Heilige Graal", vakkundig georkestreerd door bedriegers die er niet echt in slagen hem voor de gek te houden (hoofdstuk XXII).

## Beperkingen en vrijheid
Het boek is opgedragen aan Raymond Queneau en onderscheidt zich door de manier waarop de auteur het heeft opgebouwd: Elk hoofdstuk behandelt een specifieke ruimte of plaats in het gebouw en beschrijft deze op een methodische, bijna klinische manier, met het gejubel van een kruisvaarder, iets zoals "een versteende herinnering, als zo’n schilderij van Magritte waarbij je niet weet of het de steen is die levend is geworden of het leven dat gemummificeerd is, iets als een eens en voor altijd vastgelegd, onuitwisbaar beeld".
Zoals het citaat van Paul Klee aan het begin van de preambule aangeeft, volgt het oog "hier de wegen die in het werk voor hem gebaand zijn.". Elk object, elke herinnering aan een kunstwerk, elk personage beschouwd in diezelfde seconde, als in een momentopname (het boek is trouwens grotendeels geschreven in de tegenwoordige tijd van de indicatief), creëert evenveel parallelle verhalen die uiteindelijk samenkomen in een gigantische legpuzzel. Want dat is waar het hier om gaat: een puzzel, waarover zowel de preambule, die identiek is aan hoofdstuk XLIV, alsook de activiteit van twee van zijn hoofdpersonages, getuigen.

## Romanopening
In bepaalde versies wordt niet met het originele eerste hoofdstuk begonnen maar met een later stuk, namelijk:
In het begin lijkt de kunst van het puzzelen een kortstondige kunst, een onbeduidende kunst, geheel vervat in een vluchtige samenvatting van de gestalttheorie: het waargenomen object <…> is niet een optelsom van elementen die je allereerst zou moeten isoleren en analyseren, maar een geheel; dat wil zeggen een vorm, een structuur: het element gaat niet aan het geheel vooraf, het is noch recenter, noch ouder, en het zijn niet de elementen die het geheel bepalen, maar het is het geheel dat de elementen bepaalt: de kennis van het totaal en zijn wetten, van het geheel en zijn structuur, kan niet afgeleid worden uit de afzonderlijke kennis van de samenstellende delen…
De echte opening is als volgt:
Ja, zo zou het kunnen beginnen, hier, zomaar, op een enigszins moeizame en trage manier, op die neutrale plek die van iedereen is en van niemand is, waar de mensen bijna zonder elkaar te zien langs elkaar heen lopen, waar het leven in het pand, ver weg en regelmatig, weerkaatst wordt.